# La muñeca abandonada
La muñeca abandonada es una pintura al óleo sobre lienzo ejecutada en 1921 por la artista francesa Suzanne Valadon. Tiene unas dimensiones de 135 por 95 cm. Se exhibe en el Museo Nacional de la Mujer en las Artes, en Washington D. C.

## Descripción
Suzanne Valadon era conocida por sus pinturas poco convencionales y controvertidas que a menudo representaban mujeres desnudas. La muñeca abandonada es uno de los dos retratos en los que aparece Marie Cola con su hija Gilberte, sobrina de la artista.
Esta pintura es un ejemplo del arte maduro de Valadon: formas de colores brillantes con contornos oscuros, poses extrañas y algo incómodas, anatomía simplificada y distorsionada. Es posible encontrar rasgos similares en la obra de Paul Gauguin y Henri Matisse, pero Valadon negó su influencia y evitó cualquier intento de clasificar su propio estilo.
La pintura representa una escena ambigua ambientada en una pequeña habitación. En el centro hay una niña con peinado infantil y cuerpo femenino desarrollado. Frente a ella, en el suelo, se encuentra una muñeca. Una mujer está sentada junto a la niña en la cama secándole el cuerpo con una toalla. La mujer está completamente vestida y la niña desnuda. La joven está de espaldas y se examina cuidadosamente en un pequeño espejo de mano. Están sentadas en una cama doble. No queda claro si la mujer es la madre de la niña que la ayuda a superar los problemas de la edad de transición o si es la dueña de un burdel que prepara a una joven prostituta para la desfloración.
La muñeca tiene el mismo peinado que la niña, con un gran lazo en el pelo, y sus dos piernas están fuertemente apretadas. La muñeca yace abandonada, simbolizando aparentemente el abandono de la infancia. El espectador sólo puede adivinar el destino que le espera a esta joven, absorta en mirarse a sí misma y sin conocer todas las intrigas que le prepara el mundo adulto. Valadon no da una sola pista para entender el significado de la trama del cuadro.